# E-codices

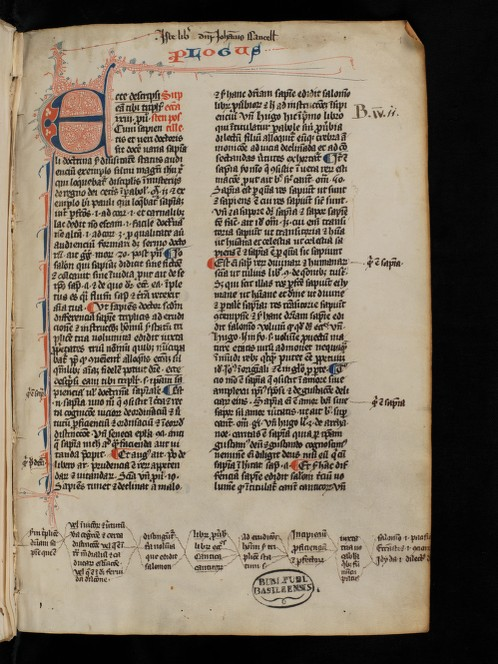
Basel, Universitätsbibliothek, B IV 11, fol. 1r. Manuscrit composite (théologie)

e-codices est la bibliothèque virtuelle des manuscrits en Suisse.
Elle publie en libre accès des manuscrits numérisés. Ces manuscrits proviennent de toutes les régions de la Suisse, majoritairement de collections publiques et ecclésiastiques, mais aussi d'archives, de musées et de collections privées.

## Historique
En 2005, le projet-pilote, Codices electronici Sangallenses (CESG), a effectué la numérisation de 130 manuscrits de la bibliothèque abbatiale de Saint-Gall. Le succès de ce projet a entraîné la création de « e-codices – bibliothèque virtuelle des manuscrits en Suisse ». Cette bibliothèque numérique a pour but de rendre accessible aux chercheurs, mais aussi au grand public, tous les manuscrits médiévaux conservés en Suisse, ainsi qu'une sélection des manuscrits modernes, par leur publication sur internet.
Le nombre croissant de partenariats avec des bibliothèques, ainsi que l'apport d'importants soutiens tel qu’e-lib, la bibliothèque électronique suisse, la Fondation Andrew W. Mellon et la Fondation Stavros Niarchos, ont favorisé son développement. Parmi les 79 institutions partenaires actuelles figurent les bibliothèques cantonales, municipales et universitaires, des archives, des musées et des collections privées. Déjà reconnu comme la première bibliothèque numérique de Suisse en 2005, le site est considéré par les bibliothèques et les chercheurs comme un modèle en son genre.
En 2013, e-codices a été intégré au programme national P-2 « information scientifique : accès, traitement et sauvegarde » de swissuniversities, qui œuvre pour le développement des infrastructures numériques en Suisse. Le site a en outre étendu son champ d’action propre à des ouvrages provenant d’autres cultures (p. e. les manuscrits indiens conservés en Suisse), ainsi que des manuscrits suisses conservés à l’étranger (p. e. deux manuscrits saint-gallois à la bibliothèque Jagellonne à Cracovie).

## Organisation
e-codices est domicilié à l’Université de Fribourg (Institut d'études médiévales, Centre pour l'étude de manuscrits). La numérisation est effectuée par deux centres de numérisation, le premier à la bibliothèque abbatiale de Saint-Gall et le second, depuis août 2012, à la fondation Martin Bodmer à Cologny. e-codices est conseillé sur le choix des fonds à numériser et sur l’utilisation des possibilités techniques de la numérisation par le curatorium Codices electronici Confoederationis Helveticae (CeCH).
Les manuscrits à numériser sont choisis en fonction des projets promus par e-codices ou par des appels à collaboration. Ces appels représentent une occasion pour les chercheurs de toute nationalité de proposer à la numérisation des manuscrits qui serviront à leurs recherches, créant ce faisant un rapprochement entre les bibliothèques et les chercheurs.
En moyenne, deux cents manuscrits sont publiés en ligne chaque année. En décembre 2017, environ 20% des manuscrits médiévaux conservés en Suisse avaient déjà été publiés et 20 projets achevés, comme la numérisation complète du fonds du monastère de Hermetschwil (56 manuscrits), les antiphonaires du Chapitre de Saint-Nicolas à Fribourg (8 manuscrits), ou le projet « e-codices 2013-2016 » soutenu par la Conférence des recteurs des Universités (CRUS).
Depuis juin 2015, la création de Fragmentarium – International Digital Research Lab for Medieval Manuscript Fragments est associé à e-codices. Fragmentarium catalogue, transcrit et assemble des fragments de manuscrits dispersés dans le monde, et par ce biais, développe des outils de recherche numérique qui peuvent profiter à e-codices.

## Contenu
En règle générale, une description scientifique accompagne chaque manuscrit numérisé. À cette « description standard », choisie par la bibliothèque d’où provient le manuscrit, peut s'ajouter une - voire plusieurs - « description additionnelle » et est intitulé sur le site d’e-codices « description standard ». Ces deux modèles de description sont tout à fait interchangeables et modifiables. Une grande partie de ces descriptions sont issues de catalogues publiés. D'autres, plusieurs centaines, ont été spécialement rédigées pour e-codices.
Chaque manuscrit est doté d’un résumé qui présente succinctement les informations les plus importantes relatives à son contenu, sa datation, son lieu de production, sa provenance, ainsi qu’à son décor. De tels résumés sont essentiels dans le cas où un manuscrit est publié sans description scientifique.
Les utilisateurs de e-codices sont invités à participer aux contenus du site de deux manières. Premièrement, ils peuvent ajouter des références bibliographiques ; deuxièmement un outil d’annotation leur permet de partager des commentaires, des corrections, ou des suggestions, susceptibles d’améliorer la connaissance de ces manuscrits.
Représentant le plurilinguisme suisse et étant hébergé par l’Université de Fribourg, université bilingue, e-codices propose la plupart de ses informations en allemand, français et italien, langues auxquelles vient s’ajouter l’anglais, afin d'assurer une plus grande visibilité internationale. Seules les descriptions scientifiques ne sont pas traduites, et sont publiées dans leur langue originale de rédaction.

## Exemple de manuscrits célèbres

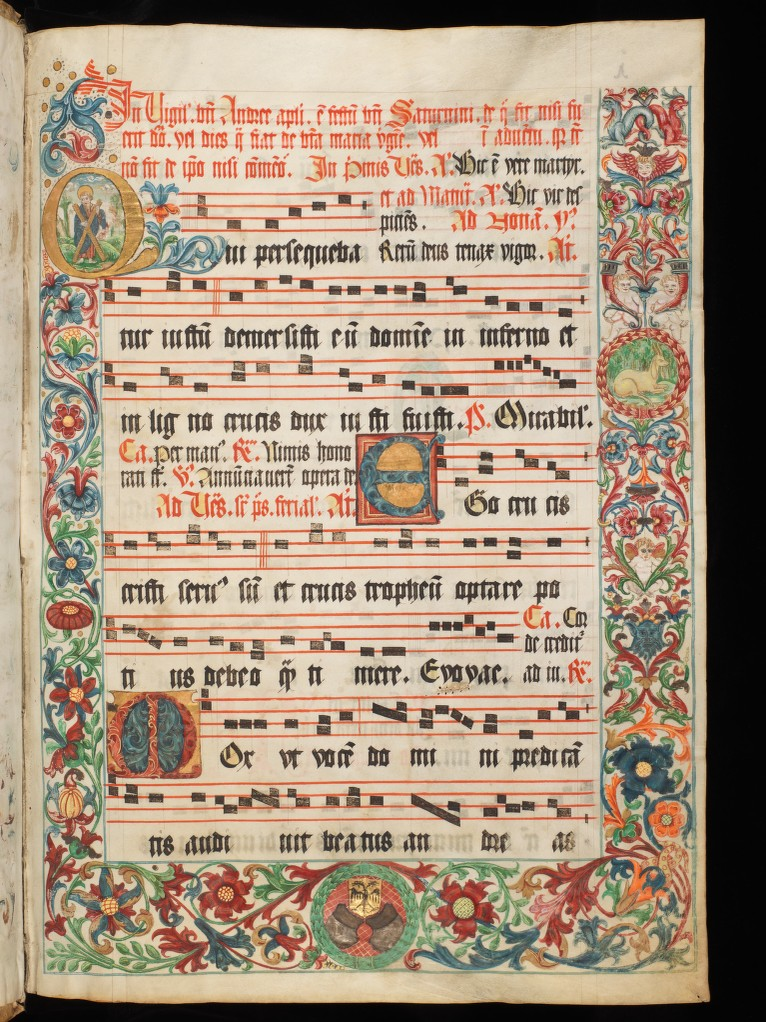
Archives de l'État de Fribourg, Chapitre de St. Nicolas, CSN III.3.6, fol. 1r. Antiphonarium Lausannense. De Sanctis, pars hiemalis. Officium B.M.V

Le Psautier d'or de Saint-Gall (Psalterium aureum) est un manuscrit de l'époque carolingienne, illustré de 17 enluminures (St. Gallen, Stiftsbibliothek, cod. Sang. 22).
Un exemplaire enluminé du Trésor de Brunetto Latini, daté de la deuxième moitié du XVe siècle, contient une représentation célèbre d'un marché urbain médiéval.
Le mortifiement de vaine plaisance de René d'Anjou possède huit peintures en pleine page, réalisées par l'enlumineur Jean Colombe, vers 1470 (Cologny, Fondation Martin Bodmer, cod. Bodmer 144).
Les Archives de l'État de Fribourg conservent un antiphonaire en 8 volumes, copiés dans l'atelier de maître Ruprecht Fabri et enluminés par Jakob Frank du couvent des Augustins de Fribourg, entre 1511 et 1517 (AEF, CSN III.3.1-8).

## Interopérabilité
Suivant le principe de l’interopérabilité, e-codices est une des premières bibliothèques numériques à avoir utilisé le nouveau standard IIIF (International Image Interoperability Framework) pour la nouvelle version de l’application e-codices v2.0 lancée en décembre 2014.

### Galerie

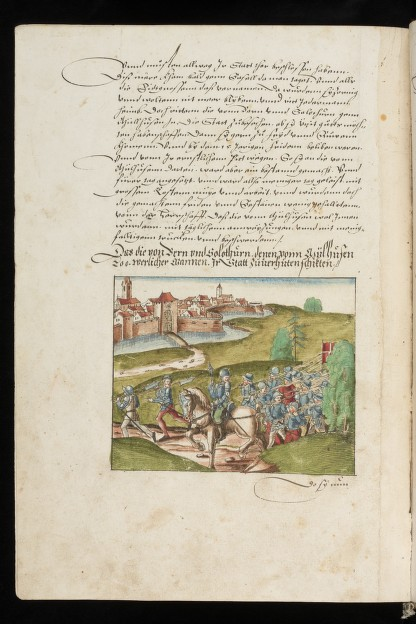
Aarau, Aargauer Kantonsbibliothek, MsWettF 16 2, fol. 5v, Silbereisen Chronicon Helvetiae, partie II
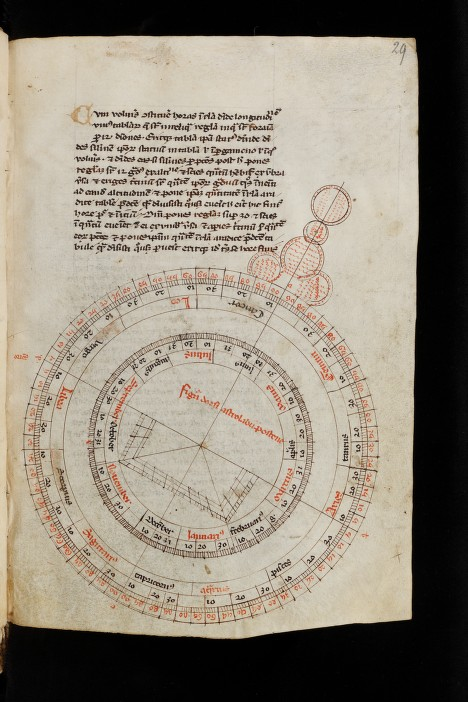
Basel, Universitätsbibliothek, F III 25, fol.29r, Manuscrit composite (astronomie)
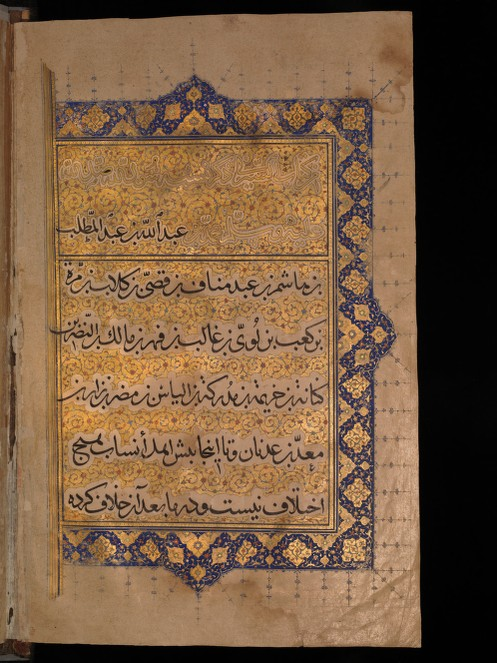
Basel, Universitätsbibliothek, M V 5, fol. 1v, Nasabnāma
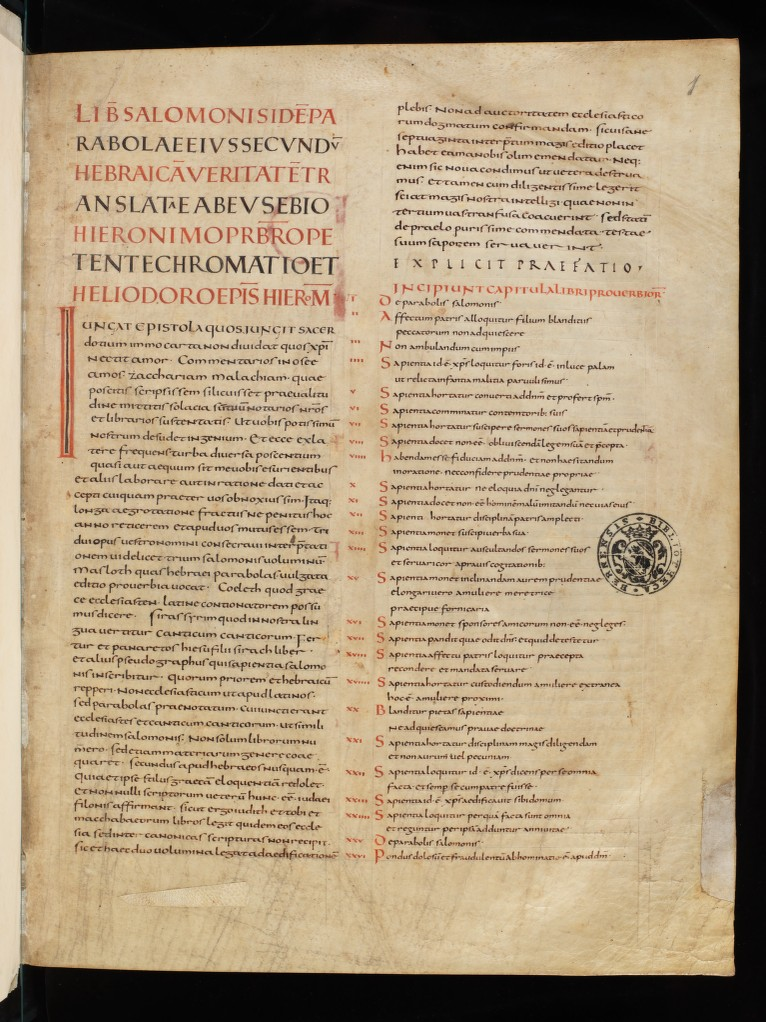
Bern, Burgerbibliothek, Cod. 4, fol. 1r, Biblia latina (Vulgata), Partie 2: de Salomon à l'Apocalypse
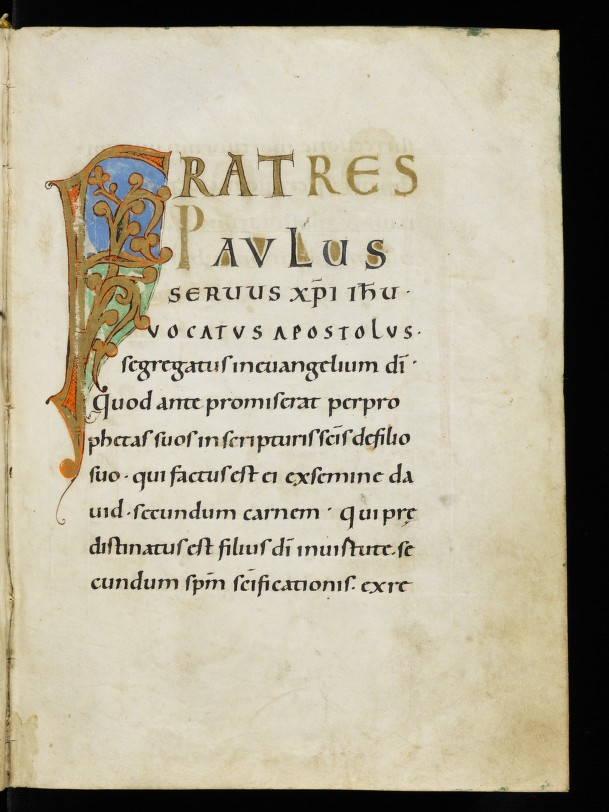
Beromünster, Stiftskirche St. Michael, Epistolar, fol. 2r, Epistolaire
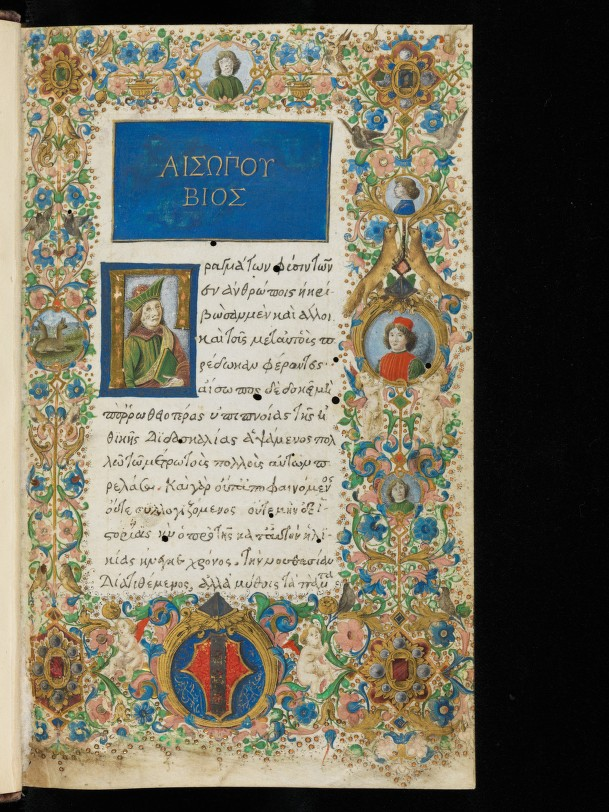
Cologny, Fondation Martin Bodmer, Cod. Bodmer 184, fol. 1r, Maximos Planudes, Vita Aesopi
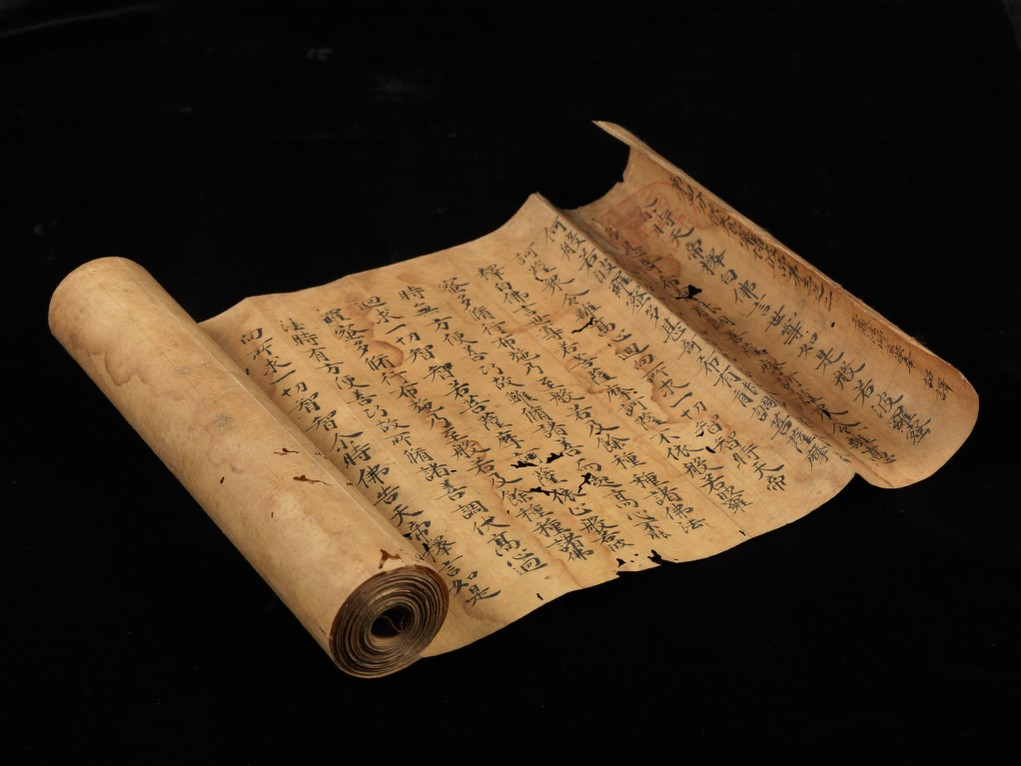
Cologny, Fondation Martin Bodmer, Cod. Bodmer 603, Daihannya-haramitta-kyō, kan gohyaku-yonjū (Sutra de la Grande Sagesse, Chap. 540)
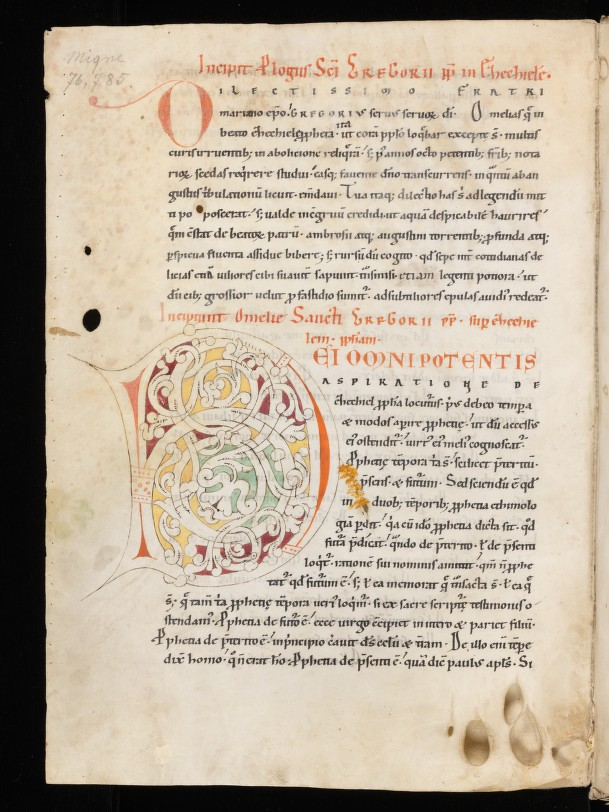
Engelberg, Stiftsbibliothek, Cod. 19, fol. 3v, Homiliae S. Gregorii papae super Ezechielem prophetam
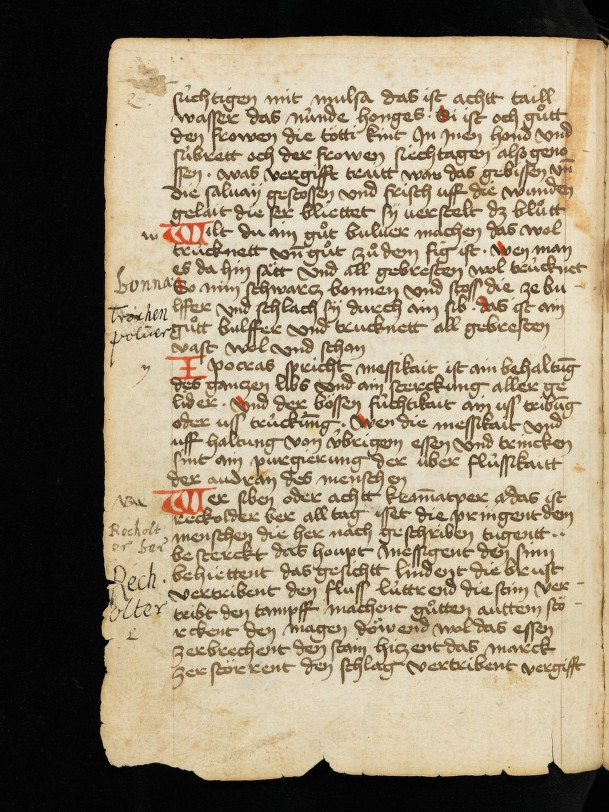
Solothurn, Zentralbibliothek, Cod. S 386, fol. 132v,  Manuscrit composite médical
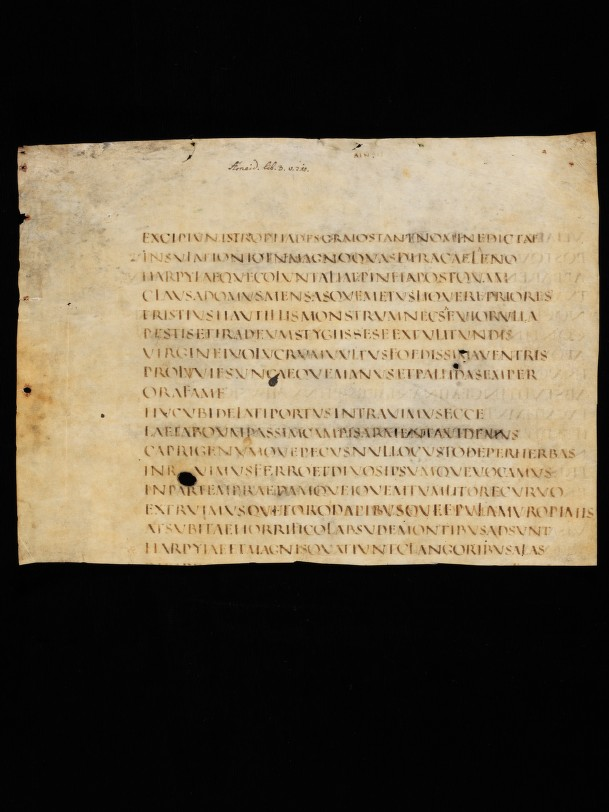
St. Gallen, Stiftsbibliothek, Cod. Sang. 1394, Veterum Fragmentorum Manuscriptis Codicibus detractorum collectio Tom. I.
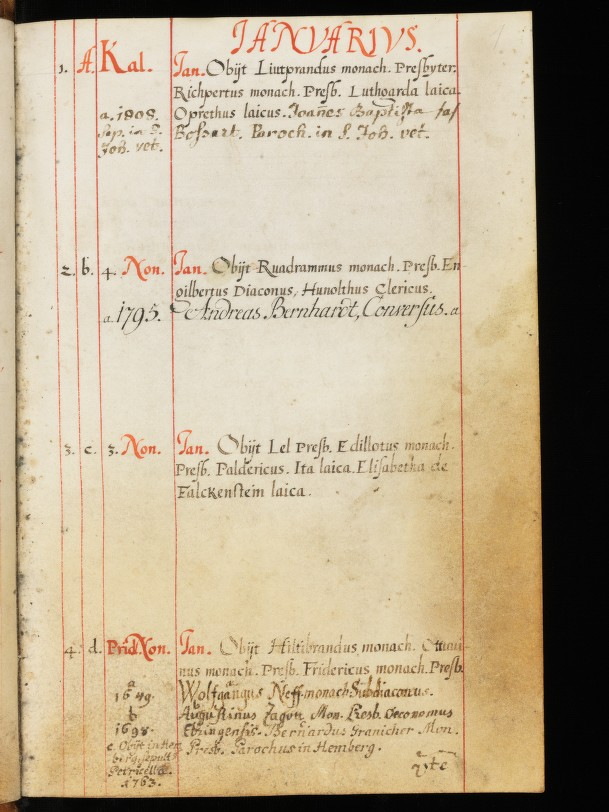
St. Gallen, Stiftsbibliothek, Cod. Sang. 1442, p. 1, Nécrologe de l'Abbaye de Saint-Gall
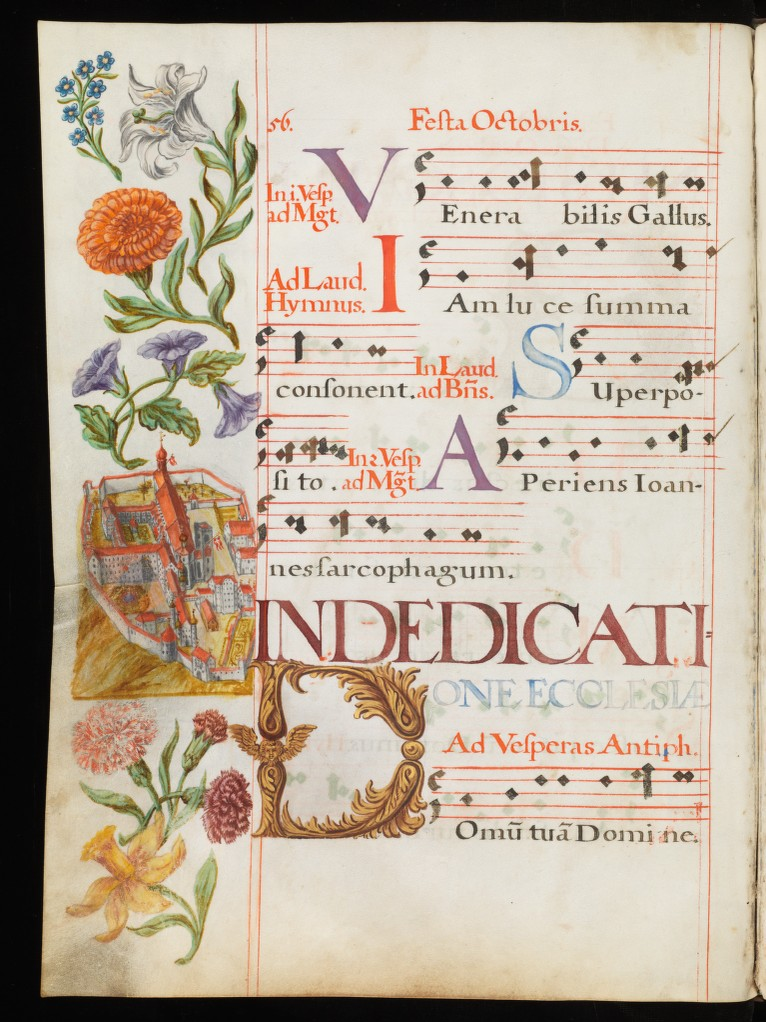
St. Gallen, Stiftsbibliothek, Cod. Sang. 1452B, p. 56, Vesperale
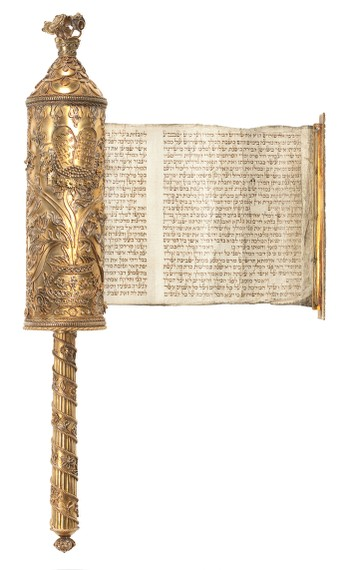
Zurich, Braginsky Collection, S8, Megillat Esther, Rouleau d'Esther